# Dienstgrade der Ortspolizei Südtirol
Tabelle der Dienstgrade der Ortspolizei in Südtirol mit offiziellen deutsch- und italienischsprachigen Rangbezeichnungen.
Diese sind Teil der Dienstkleidung und in rechteckiger Form auf Schultern von Hemden und Jacken sowie in quadratischer From auf der Brust von Sommerjacken und Poloshirts angebracht.
| Oberstleutnant Tenente Colonnello ab 15 Dienstjahren | Major Maggiore 0 bis 15 Dienstjahre |

| Hauptmann Capitano ab 11 Dienstjahren | Oberleutnant Tenente 6 bis 10 Dienstjahre | Leutnant Sottotenente 0 bis 5 Dienstjahre |

| Oberinspektor Stellvertretender Leutnant Ispettore Superiore Luogotenente ab 21 Dienstjahren | Oberinspektor Ispettore Superiore 16 bis 20 Dienstjahre | Hauptinspektor Ispettore Capo 11 bis 15 Dienstjahre | Inspektor Ispettore 6 bis 10 Dienstjahre | Vizeinspektor Vice Ispettore 0 bis 5 Dienstjahre |

| Hauptpolizeimeister Sovrintendente Capo ab 31 Dienstjahren | Polizeimeister Sovrintendente 26 bis 30 Dienstjahre | Vizepolizeimeister Vice Sovrintendente 21 bis 25 Dienstjahre |

| Hauptpolizeiassistent Assistente Capo 16 bis 20 Dienstjahre | Polizeiassistent Assistente 11 bis 15 Dienstjahre | Hauptpolizeibeamter Agente Scelto 6 bis 10 Dienstjahre | Polizeibeamter Agente 0 bis 5 Dienstjahre |